# Golders Green (London Underground)

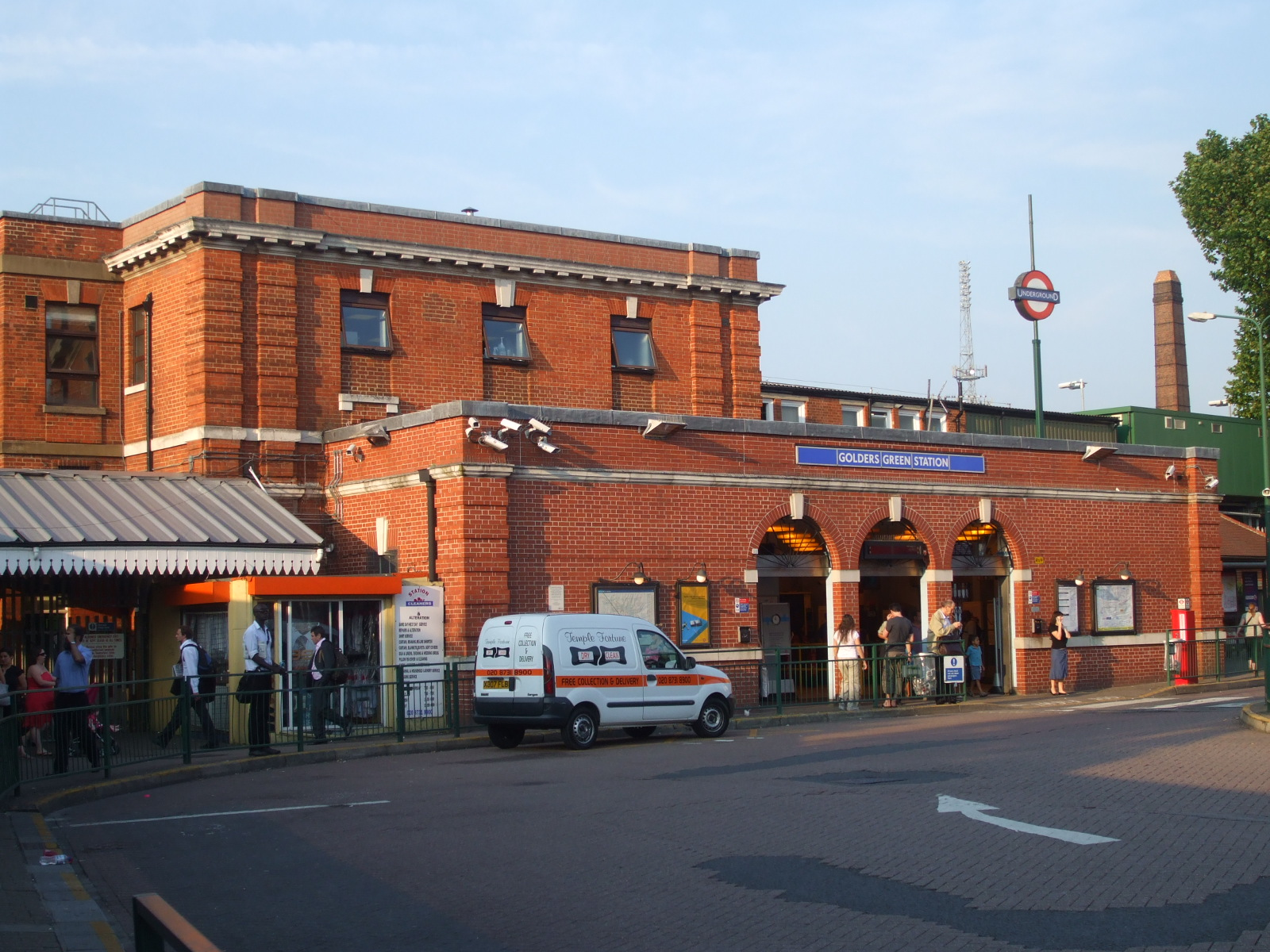
Stationsgebäude

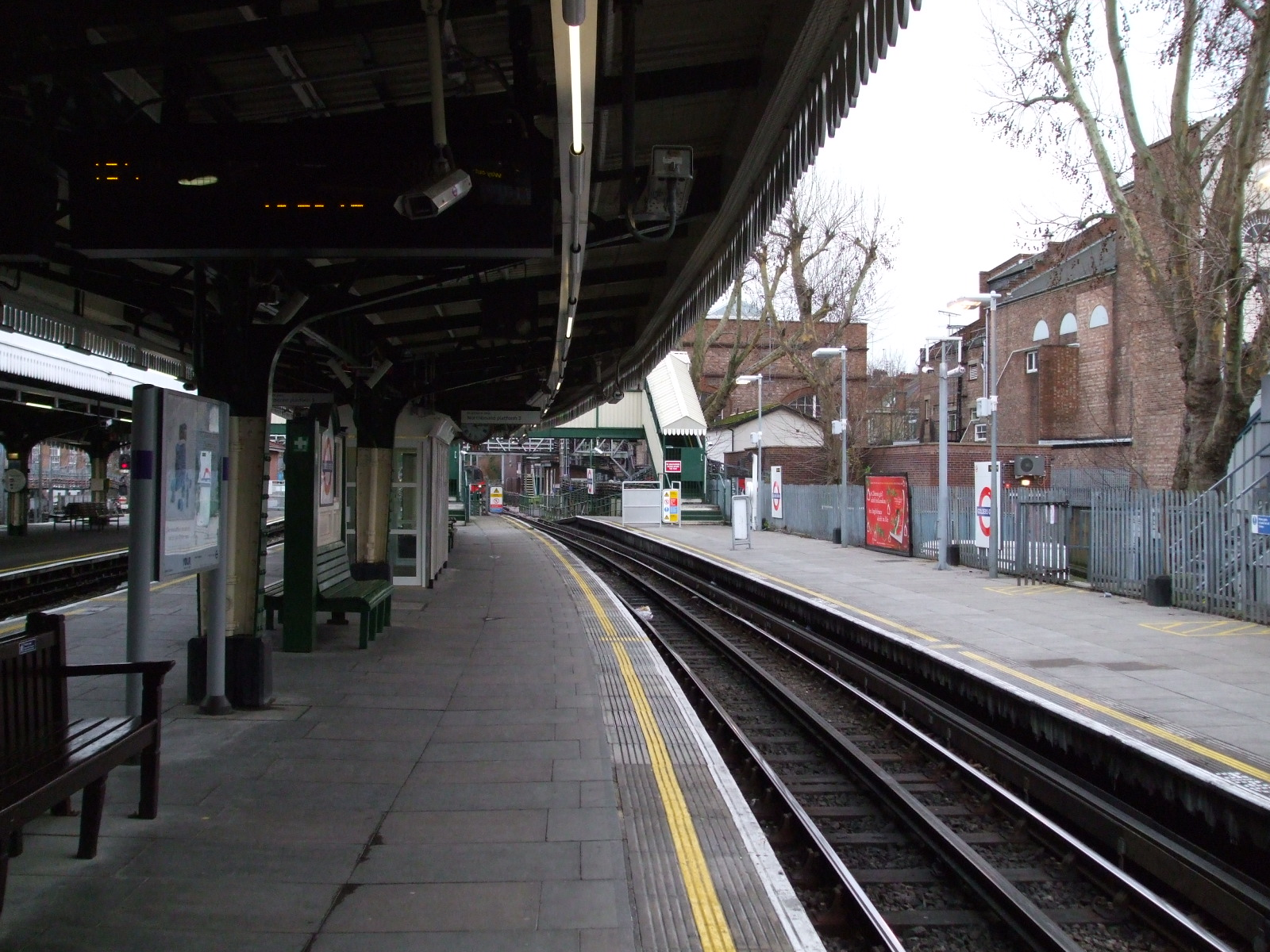
Blick auf den Bahnsteig

Golders Green ist eine oberirdische Station der London Underground im Stadtbezirk London Borough of Barnet. Sie liegt in der Travelcard-Tarifzone 3 an der Kreuzung von Golders Green Road, North End Road und Finchley Road. Im Jahr 2013 nutzten 7,40 Millionen Fahrgäste diese von der Northern Line bediente Station.
Rund dreihundert Meter östlich beginnt der Tunnel in Richtung Innenstadt. Parallel zum nördlichen Streckengleis liegt eine der vier Betriebswerkstätten der Northern Line mit einer Abstellanlage. Der Hauptausgang führt zum Busbahnhof auf der Südseite, ein weiterer Ausgang zur Finchley Road ist heute geschlossen.
Die Eröffnung der Station erfolgte am 22. Juni 1907 durch die Charing Cross, Euston and Hampstead Railway, eine der beiden Vorgängergesellschaften der Northern Line. Hier war vorerst Endstation, denn Golders Green war damals noch ein kleines Dorf, aber wie beabsichtigt kurbelte die neue Verkehrsverbindung die Bautätigkeit an, so dass die Bevölkerung stark wuchs. Vor dem Ersten Weltkrieg bestanden Pläne, die Strecke weiter in Richtung Nordwesten zu verlängern, um weitere Gebiete im ländlichen Middlesex für den Siedlungsbau zu erschließen. Der Krieg verzögerte den Baubeginn bis Juni 1922. Am 19. November 1923 wurde die Strecke nach Hendon Central verlängert.